# Eliška Klučinová
Eliška Klučinová (ˈɛlɪʃka ˈklutʃɪnovaː, * 14. April 1988 in Prag) ist eine tschechische Siebenkämpferin und zweifache Olympionikin (2012 und 2016).

## Karriere
Eliška Klučinovás erster größerer Erfolg war der achte Platz bei den Jugendweltmeisterschaften 2005 in Marrakesch. 
Bei den Leichtathletik-Juniorenweltmeisterschaften 2006 wurde sie ebenfalls Achte mit 5468 Punkten. 2007 gewann sie eine Silbermedaille mit 5709 Punkten bei den 11. Leichtathletik-Junioreneuropameisterschaften im niederländischen Hengelo. 
Mit 5505 Punkten belegte sie den 23. Platz bei den Leichtathletik-Weltmeisterschaften 2009 in Berlin. 2010 belegte Klučinová bei dem tschechischen Mehrkampf-Turnier TNT – Fortuna Meeting in Kladno den ersten Platz mit 6268 Punkten. 
Damit ist sie neben Zuzana Lajbnerová tschechische Rekordhalterin im Siebenkampf.
In Londoner Olympiastadion bei den Olympischen Spielen 2012 wurde sie 18. im Siebenkampf.
Sie nahm auch bei den Leichtathletik-Europameisterschaften 2014 teil, musste dort aber schon nach einer Disziplin aufgeben.
Bei den Halleneuropameisterschaften in ihrer Heimatstadt Prag gewann sie im März 2015 die Bronzemedaille im Fünfkampf. Bei den Weltmeisterschaften 2015 belegte sie im August im Siebenkampf den 13. Platz. 
In Rio de Janeiro bei den Olympischen Spielen 2016 wurde sie im Siebenkampf der Frauen 23.
Bei den Leichtathletik-Hallenweltmeisterschaften 2018 in Birmingham erreichte Eliška Klučinová am 2. März im Fünfkampf mit 4579 Punkten den vierten Rang.

## Persönliche Bestleistungen
- Siebenkampf: 6460 Punkte, 14. Juni 2014 in Kladno
- Fünfkampf (Halle): 4687 Punkte, 6. März 2015 in Prag